# Lhota
Lhota (Lotha), pleme naroda Naga naseljeno u Nagalandu, u distriktu Workha, Indija. Populacija im iznosi 80,000 (1997). Jezično su srodni plemnima Ao, Sangtam i Yimchungru. Govore više dijalekata: live, tsontsu, ndreng, kyong, kyo, kyon i kyou.
Žetveni festival Tokhü Emong održavaju svake godine, započinje 1. studenog i traje devet dana. Za sve pripreme rituala i ceremonija zadužen je sveti stručnjak (specijalist) pithi.

## Vanjske poveznice
- Naga, Lotha
- "TOKHÜ EMONG"  Arhivirana inačica izvorne stranice od 18. travnja 2014. (Wayback Machine)